# 三枝俑灯
三枝俑灯，又名三支俑铜灯，出土自中华人民共和国云南省个旧黑玛井东汉墓地，是滇国青铜器的代表作，现为云南省博物馆藏。

## 特点
三枝俑灯通高40.5厘米，为一裸体男子，呈作跪坐姿、双臂伸展，双手中各执一短灯盘，头顶另置一盘，共三枚。圆形灯盘正中各有一支钉形小柱，可以用于点燃照明。1989年11月，个旧黑马井东汉古墓葬中出土了青铜器、铁器、陶器、玉器等100余件各类文物，其中包括该铜俑灯。1992年送北京参加全国文物精华展，1995年被鉴定为国家一级文物。

## 图集

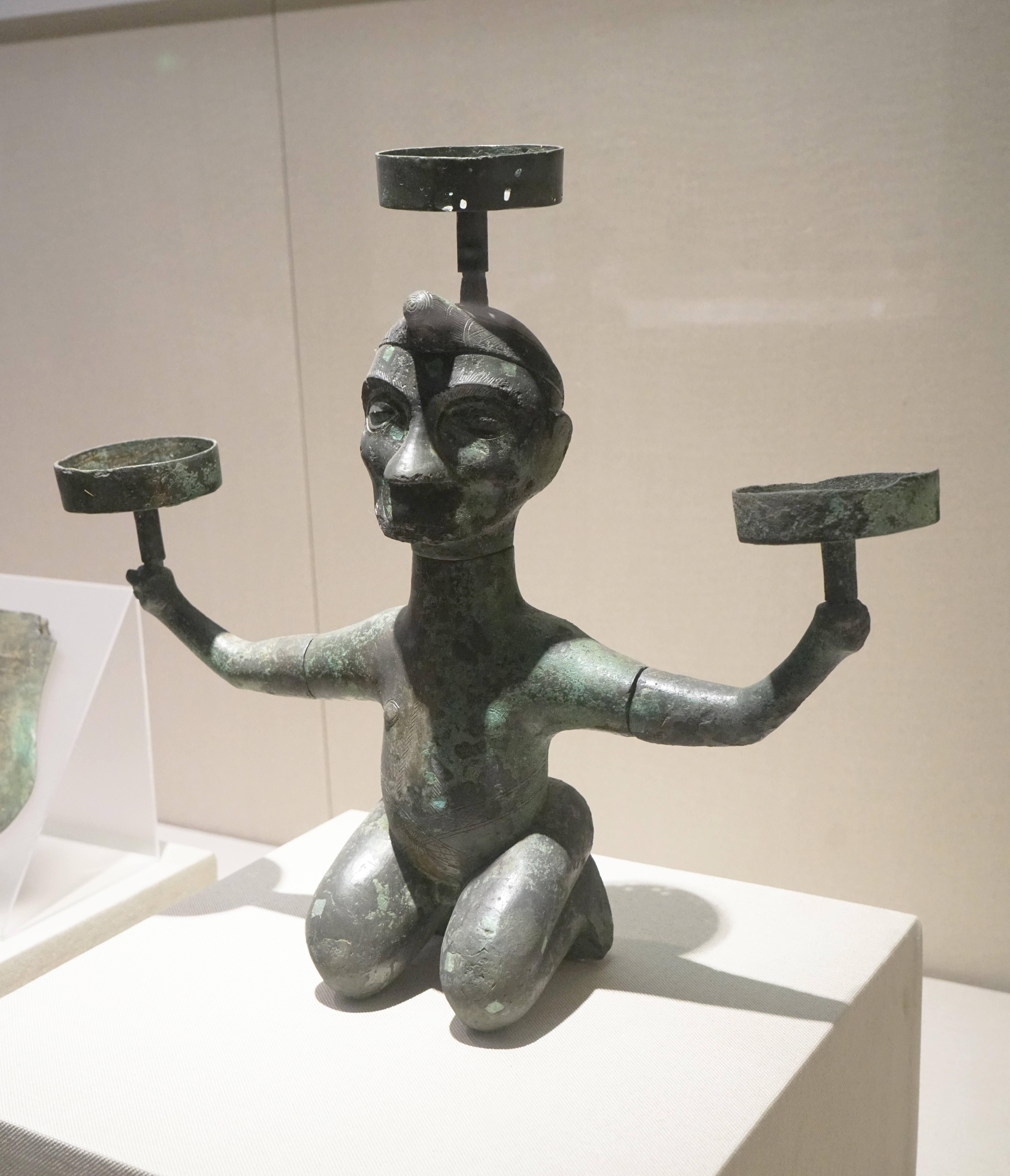
三枝俑灯
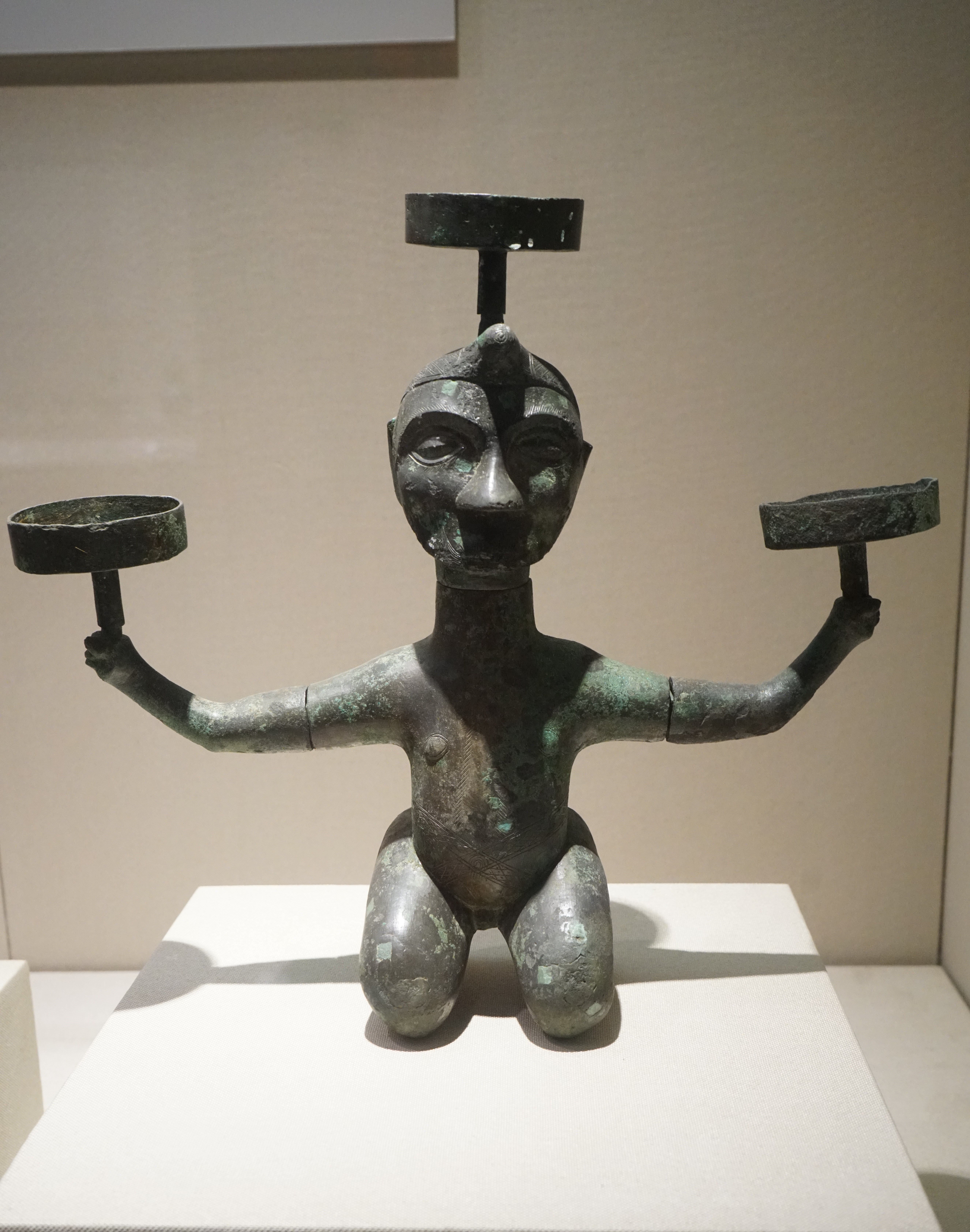
三枝俑灯 正面
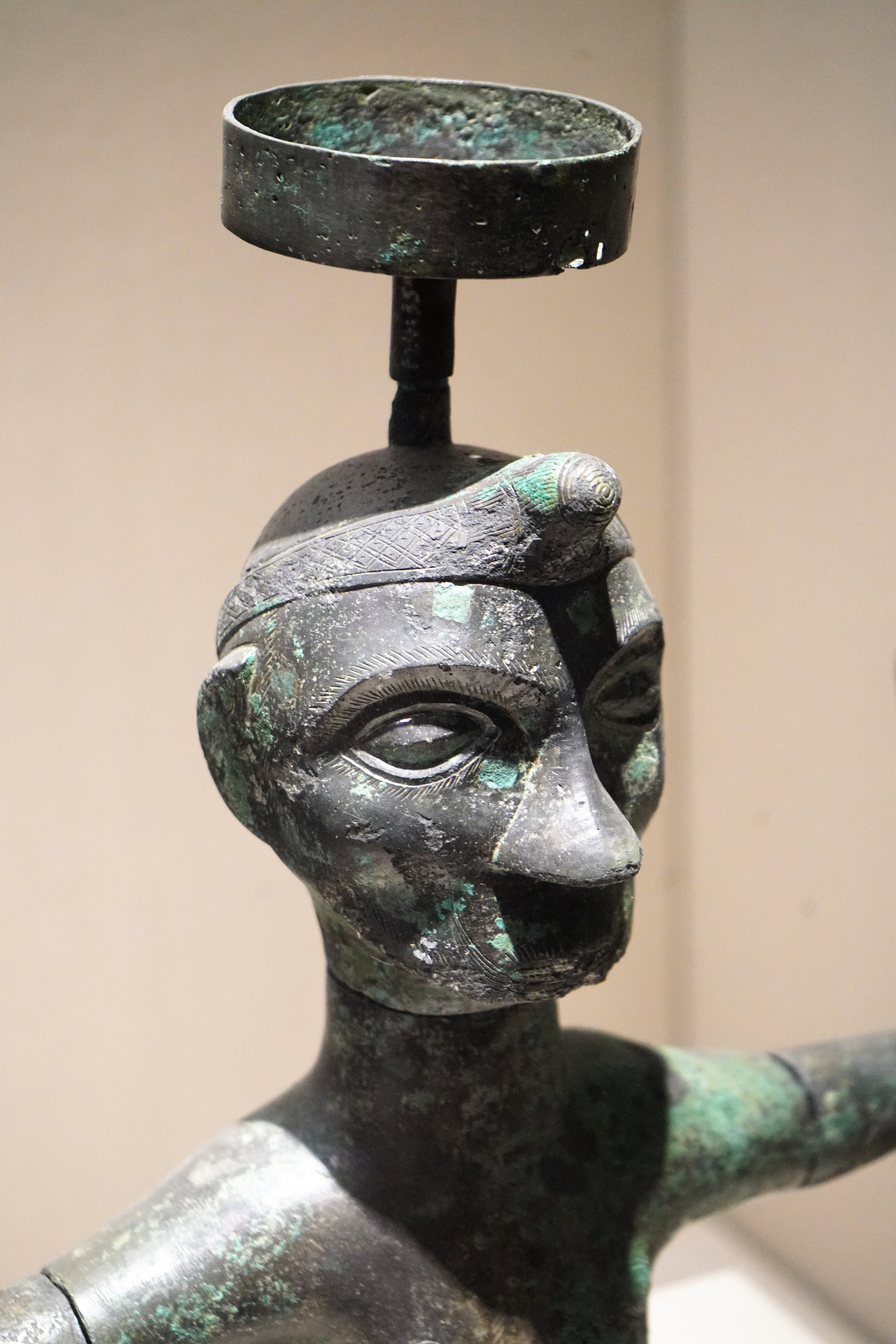
三枝俑灯 头部
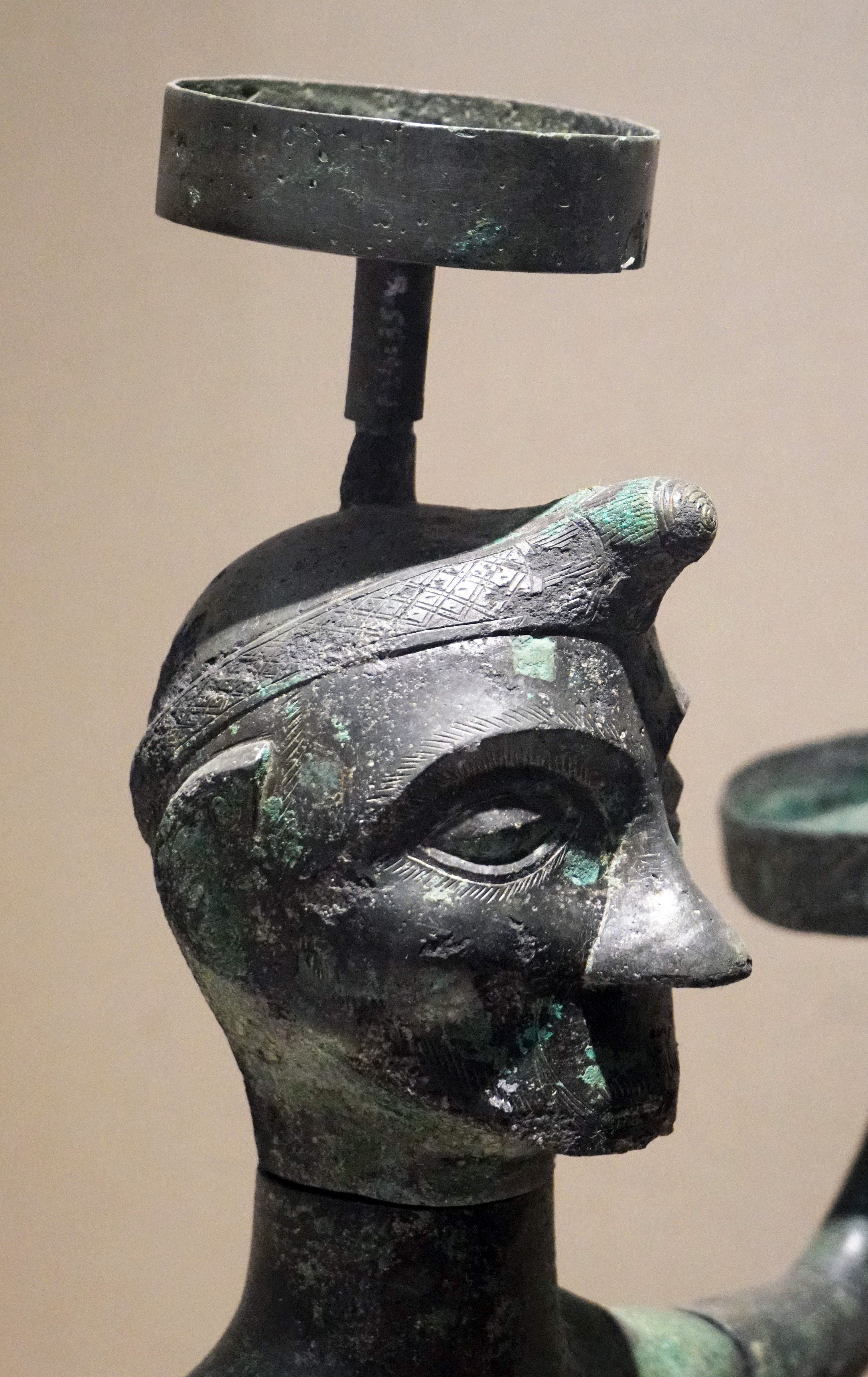
三枝俑灯 头部